# Грир Гарсон
Ајлин Евелин Грир Гарсон (енгл. Eileen Evelyn Greer Garson) је била енглеска глумица, рођена 29. септембра 1904. године у Лондону, а преминула 6. априла 1996. године у Даласу (Тексас).

## Филмографија
| Улоге Грир Гарсон |                      |               |                     |          |
| Година            | Српски назив         | Изворни назив | Улога               | Напомена |
| 1940.             | Гордост и предрасуда |               | Елизабет Бенет      |          |
| 1942.             | Госпођа Минивер      |               | госпођа Кеј Минивер |          |
| 1950.             |                      |               | госпођа Кеј Минивер |          |
| 1953.             | Јулије Цезар         |               | Калпурнија          |          |